# USS John D. Ford (DD-228)
USS John D. Ford (DD-228/AG-119) là một tàu khu trục lớp Clemson được Hải quân Hoa Kỳ chế tạo vào cuối Chiến tranh Thế giới thứ nhất, và đã tiếp tục phục vụ trong Chiến tranh Thế giới thứ Hai cho đến khi xung đột kết thúc. Nó là chiếc tàu chiến duy nhất của Hải quân Hoa Kỳ được đặt tên theo Chuẩn đô đốc John Donaldson Ford (1840-1918).

## Thiết kế và chế tạo
John D. Ford được đặt lườn vào ngày 11 tháng 11 năm 1919 tại xưởng tàu của hãng William Cramp & Sons ở Philadelphia. Nó được hạ thủy vào ngày 2 tháng 9 năm 1920, được đỡ đầu bởi cô F. Faith Ford, con gái đô đốc Ford; và được đưa ra hoạt động vào ngày 30 tháng 12 năm 1920 dưới quyền chỉ huy tạm thời của Trung úy Hải quân L. T. Forbes.

## Lịch sử hoạt động

### Giữa hai cuộc thế chiến
Sau khi hoàn tất việc chạy thử máy ngoài khơi New England, John D. Ford đặt dưới quyền chỉ huy chính thức của Hạm trưởng, Thiếu tá Hải quân C. A. Pownall, vào ngày 16 tháng 7 năm 1921. Sau khi tiến hành huấn luyện tại vùng biển Caribe, nó khởi hành từ Newport,Rhode Island vào ngày 20 tháng 6 năm 1922 để nhận nhiệm vụ cùng Hạm đội Á Châu. Đi ngang qua Địa Trung Hải, kênh đào Suez và Ấn Độ Dương, nó đi đến Cavite, vịnh Manila thuộc Philippines vào ngày 21 tháng 8, bất đầu một giai đoạn phục vụ kéo dài gần hai thập niên tại Viễn Đông.
Trước khi Thế Chiến II nổ ra tại Thái Bình Dương, John D. Ford hoạt động từ căn cứ ở Manila, tuần tra các vùng biển châu Á từ Nam Trung Quốc đến phía Bắc Nhật Bản. Trong tháng 4 và tháng 5 năm 1924, nó thiết lập các căn cứ không lực tạm thời tại quần đảo Kurile và đảo Hokkaidō, Nhật Bản để hỗ trợ cho chuyến bay tiên phong vòng quanh thế giới từ ngày 9 tháng 4 đến ngày 28 tháng 9 do Quân đoàn Không quân Hoa Kỳ (tiền thân của Không quân Hoa Kỳ ngày nay) thực hiện.
Vào ngày 6 tháng 6 năm 1925, John D. Ford được bố trí đến Thượng Hải, Trung Quốc để bảo vệ tính mạng và tài sản của công dân Hoa Kỳ tại đây, vốn bị đe dọa do những biến động và bất ổn sinh ra do cuộc Nội chiến Trung Quốc. Khi bất ổn ngày càng tăng cao vào tháng 5 năm 1926, nó tham gia tuần tra dọc bờ biển Trung Quốc bảo vệ các đoàn tàu chống các băng nhóm cướp biển. Vào ngày 24 tháng 3 năm 1927, nó hỗ trợ cho cuộc di tản công dân Hoa Kỳ và người nước ngoài đang lẫn trốn cuộc bạo loạn tại Nam Kinh, bao gồm một cuộc bắn phá bằng hải pháo vào thành phố.
Việc thành lập chính phủ Quốc Dân Đảng dưới quyền Tưởng Giới Thạch năm 1928 đã giúp giảm thiểu việc bạo loạn, nhưng mối quan hệ Trung-Nhật trở nên căng thẳng, buộc chiếc tàu khu trục phải tiếp tục ở lại khu vực Trung Quốc. sau khi Nhật Bản chiếm đóng phía Bắc Trung Quốc vào tháng 7 năm 1937, nó giúp di tản công dân Hoa Kỳ khỏi Bắc Bình trong lúc tàu chiến Nhật Bản phong tỏa bờ biển Trung Quốc. Đi đến Manila vào ngày 21 tháng 11, nó hoạt động giữa Philippines và miền Nam Trung Quốc trong các cuộc cơ động hạm đội. Sau khi xung đột nổ ra tại Châu Âu vào tháng 9 năm 1939, nó tăng cường các hoạt động huấn luyện ngoài khơi Philippines và tiến hành Tuần tra Trung lập tại vùng biển Philippines và biển Hoa Nam.

### Thế Chiến II

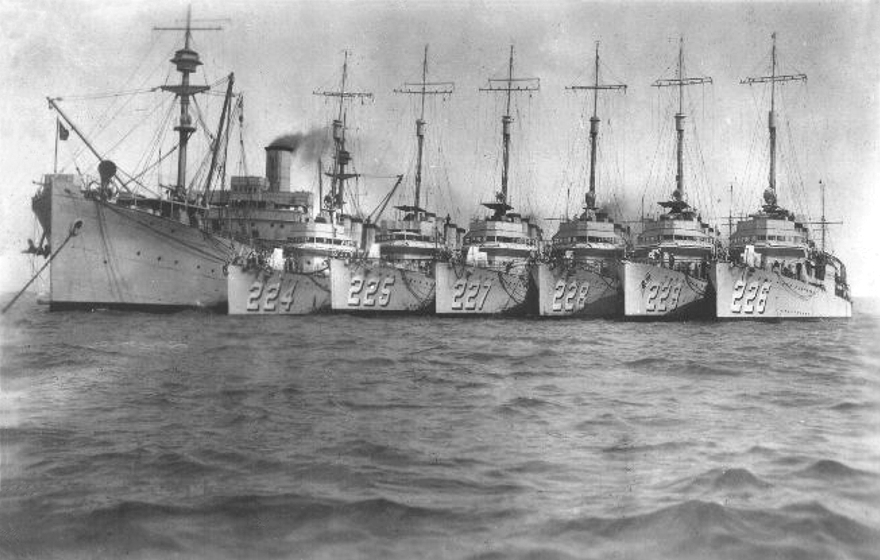
Từ trái sang phải: Tàu tiếp liệu và các tàu khu trục,,, John D. Ford (DD-228), và.

Sau khi Hải quân Nhật Bản bất ngờ tấn công Trân Châu Cảng vào ngày 7 tháng 12 năm 1941 (8 tháng 12 theo giờ địa phương), John D. Ford sẵn sàng để hoạt động tại Cavite như một đơn vị thuộc Đội khu trục 59. Không bị hư hại bởi cuộc không kích mang tính hủy diệt của Nhật Bản xuống vịnh Manila vào ngày 10 tháng 12, nó lên đường đi về phía Nam cùng ngày hôm đó để tuần tra tại biển Sulu và eo biển Makassar cùng Lực lượng Đặc nhiệm 6, và tiếp tục ở lại khu vực eo biển Makassar cho đến ngày 23 tháng 12, khi nó lên đường từ Balikpapan, Borneo để đi Surabaya, Java, đến nơi vào ngày 24 tháng 12.
Khi quân Nhật tăng sức ép về phía Nam qua Philippines và hướng đến Đông Ấn thuộc Hà Lan, lực lượng Đồng Minh khó có hy vọng chống đỡ được cuộc tấn công của quân Nhật. Với một số ít tàu chiến và hầu như không có sự hỗ trợ của không quân, họ chỉ quấy phá lực lượng Nhật Bản trong một cố gắng trì hoãn sự tiến quân, và ngăn cản việc chiếm đóng Australia. Lo lắng trong việc đánh trả quân Nhật, John D. Ford rời Surabaya vào ngày 11 tháng 1 năm 1942 để đi Kupang, Timor, đến nơi vào ngày 18 tháng 1 để gia nhập một lực lượng khu trục. Hai ngày sau, lực lượng khởi hành đi Balikpapan thực hiện một cuộc tấn công chớp nhoáng. Đi đến ngoài khơi Balikpapan trong đêm 24 tháng 1, bốn tàu khu trục bất ngờ tấn công bằng ngư lôi vào các tàu vận tải Nhật trong khi các tàu khu trục hộ tống Nhật tuần tra ngoài eo biển Makassar truy tìm tàu ngầm Hoa Kỳ. Trong hơn một giờ, chúng bắn ngư lôi và hải pháo vào đối phương đang hoảng loạn, và trước khi rút lui đã đánh chìm bốn tàu đối phương, một trong số đó là bởi ngư lôi của John D. Ford. Lực lượng tấn công về đến Surabaya ngày 25 tháng 1.
Gọng kìm tấn công của Nhật Bản vẫn tiếp tục hướng về Đông Ấn thuộc Hà Lan bất chấp sự quấy phá của Đồng Minh. Vào ngày 3 tháng 2, Nhật Bản bắt đầu ném bom Surabaya, và John D. Ford rút lui cùng đoàn tàu vận tải đến Tjilatjap trên bờ biển phía Nam Java. Đến giữa tháng 2, Nhật Bản siết chặt sự kiểm soát các đảo phía Đông và phía Tây Java, và đến ngày 18 tháng 2, chúng đổ bộ lên Bali kế cận phần cực Đông của Java, để chống trả John D. Ford, Pope cùng các tàu chiến Hoa Kỳ và Hà Lan khác di chuyển qua eo biển Badoeng theo hai đợt để đối đầu một lực lượng khu trục-vận tải đối phương trong đêm 19-20 tháng 2, vốn trở thành Trận chiến eo biển Badung. Nằm trong thành phần đợt thứ nhất, John D. Ford đối đầu với hai tàu khu trục Nhật mà không có kết quả. Diễn biến sau cùng của trận chiến đối phương là một chiến thắng cho phía Nhật Bản: họ đổ bộ lên Bali thành công, đánh chìm tàu khu trục Hà Lan HNLMS Piet Hein trong khi chỉ chịu hư hại nhẹ.
Quay trở về Tjilatjap vào ngày 21 tháng 2 để tiếp nhiên liệu, John D. Ford và Pope lập tức lên đường đi Kiritimati để nhận lấy những dự trữ cuối cùng gồm 17 đến 18 quả ngư lôi từ tàu tiếp liệu Black Hawk; rồi lại lên đường đi Surabaya, đến nơi vào ngày 24 tháng 2 để gia nhập lực lượng đã bị tiêu hao thuộc Bộ chỉ huy Mỹ-Anh-Hà Lan-Australia (ABDA). Bị ảnh hưởng bởi thiếu hụt nhiên liệu, đạn dược, ngư lôi cũng như giảm sút lực lượng do bị đánh chìm, hư hại trong chiến đấu và yêu cầu sửa chữa, lực lượng Đồng Minh đang ở tình tình huống ngặt nghèo. Chỉ có bốn tàu khu trục Hoa Kỳ tiếp tục hoạt động cùng lực lượng tấn công. Đến ngày 25 tháng 2, John D. Ford lên đường từ Surabaya cùng với hải đội để truy tìm một lực lượng đổ bộ lớn đối phương trong biển Java. Quay trở về cảng vào ngày hôm sau, có thêm năm tàu chiến Anh cùng gia nhập, và lực lượng lại khởi hành để truy tìm đối phương. Sau một đợt tấn công bất thành của máy bay đối phương vào sáng ngày 27 tháng 2, lực lượng Đồng Minh đi đến Surabaya. Trong khi đi qua bãi mìn, các con tàu đổi hướng và được bố trí để đối đầu lực lượng đối phương ngoài khơi bờ biển phía Bắc Java.
Trận chiến biển Java diễn ra lúc 16 giờ 16 phút và kéo dài trong bảy giờ. Lực lượng Đồng Minh bao gồm 5 tàu tuần dương và 9 tàu khu trục đã đối đầu với 4 tàu tuần dương và 13 tàu khu trục đối phương trong một trận chiến săn đuổi náo loạn xen kẻ với các cuộc đấu pháo và ngư lôi. John D. Ford thoát ra khỏi trận chiến mà không bị hư hại, nhưng một lần nữa kết quả lại là một thất bại toàn diện đối với Đồng Minh: họ không thể ngăn cản cuộc đổ bộ lên Java, và năm tàu chiến Đồng Minh đã bị đánh chìm. Rút lui về Surabaya, John D. Ford và ba tàu khu trục khác thuộc Đội khu trục 58 lên đường vào đêm 28 tháng 2 để đi Australia. Băng qua các luồng hẹp của eo biển Bali trong đêm 1 tháng 3, mà không bị phát hiện, chúng lại đụng độ với ba tàu khu trục Nhật đang canh gác phần cực Nam của eo biển. Hết ngư lôi và gần cạn đạn dược, các tàu chiến Mỹ rút lui tránh lực lượng tuần tra Nhật để hướng đến Fremantle, thuộc Perth, Western Australia, đến nơi an toàn vào ngày 4 tháng 3.
Sau hai tháng làm nhiệm vụ hộ tống vận tải dọc theo bờ biển Australia, John D. Ford rời Brisbane vào ngày 9 tháng 5 để đi Trân Châu Cảng. Đến nơi vào ngày 2 tháng 6, nó lại lên đường ba ngày sau đó để đi San Francisco, đến nơi vào ngày 12 tháng 6. Nó rời San Francisco ngày 23 tháng 6 để quay lại Trân Châu Cảng, và trong 11 tháng tiếp theo đã hộ tống chín đoàn tàu vận tải đi lại giữa San Francisco và Hawaii. Quay về vùng bờ Tây vào ngày 20 tháng 5 năm 1943, nó rời San Francisco vào ngày 24 tháng 5 để chuyển sang khu vực Đại Tây Dương, làm nhiệm vụ hộ tống vận tải và tuần tra chống tàu ngầm.
Được phân về Hạm đội 10, nó đi qua kênh đào Panama vào ngày 4 tháng 6, và gia nhập một đoàn tàu vận tải hướng đi Trinidad vào ngày 6 tháng 6. Trong sáu tháng tiếp theo, John D. Ford hoạt động tại khu vực Bắc và Nam Đại Tây Dương, kéo dài từ New York và Charleston, South Carolina đến Casablanca, Maroc và Recife, Brazil, bảo vệ các đoàn tàu vận tải khỏi các cuộc tấn công của tàu ngầm U-boat Đức. Sau một đợt huấn luyện chống tàu ngầm vào cuối tháng 12, nó gia nhập cùng tàu sân bay hộ tống Guadalcanal ngoài khơi Norfolk, Virginia vào ngày 5 tháng 1 năm 1944 cho nhiệm vụ tuần tra chống tàu ngầm tại Đại Tây Dương. Nó đã hỗ trợ cho việc tiêu diệt tàu ngầm U-544 của các máy bay xuất phát từ Guadalcanal, vốn đã bất ngờ tấn công bằng mìn sâu chiếc tàu ngầm khi nó đang được tiếp nhiên liệu về phía Tây Azores vào ngày 16 tháng 1.
Sau khi quay về vùng bờ Đông vào ngày 16 tháng 2, John D. Ford rời Norfolk vào ngày 14 tháng 3 cho một chuyến hộ tống vận tải sang Địa Trung Hải. Đang khi ở lại Gibraltar vào ngày 29 tháng 3, nó bị hư hại do va chạm với một tàu chở dầu Anh. Sau khi được sửa chữa, nó quay trở về Norfolk, đến nơi vào ngày 1 tháng 5. Nó lại rời Norfolk vào ngày 24 tháng 5 hộ tống một đoàn tàu vận tải đi đến vùng kênh đào Panama, và tiếp tục nhiệm vụ tuần tra và hộ tống trong gần một năm từ các cảng bờ Đông đến Recife, Reykjavík và Casablanca. Từ ngày 24 tháng 5 đến ngày 27 tháng 6 năm 1945, nó hoạt động như tàu hộ tống và canh phòng máy bay cho Boxer trong chuyến đi chạy thử máy của chiếc tàu sân bay tại vùng biển Caribe, rồi quay trở về Norfolk.
John D. Ford khởi hành vào ngày 8 tháng 7, để đi đến Xưởng hải quân Boston, đến nơi vào ngày 9 tháng 7, và được cải biến thành một tàu phục trợ với ký hiệu lườn AG-119. Nó quay trở lại Norfolk vào ngày 9 tháng 9, rồi được cho xuất biên chế vào ngày 2 tháng 11 năm 1945. Lườn tàu được bán cho hãng Northern Metal Company tại Philadelphia để tháo dỡ vào ngày 5 tháng 10 năm 1947.

## Phần thưởng
John D. Ford được tặng thưởng bốn Ngôi sao Chiến trận cùng danh hiệu Đơn vị Tuyên dương Tổng thống do thành tích phục vụ trong Chiến tranh Thế giới thứ hai.